# Мики, Джимми
Джи́мми Ми́ки (англ. Jimmy Michie) — английский бывший профессиональный игрок в снукер. Проживает в городе Понтефракт, Уэст-Йоркшир (Англия).

## Карьера
Дважды был в полуфинале рейтинговых турниров. Его первым полуфиналом был British Open 1999, где Джимми Мики последовательно одолел Тони Драго, Маркуса Кэмпбелла, Ронни О'Салливана и Джона Пэррота, но затем уступил Энтони Хэмилтону.
Вторым выходом в 1/2 Мики отметился на LG Cup, сначала одолев Марко Фу и Марка Кинга, затем в драматичном поединке — Джерарда Грина, 5:4, уступая вначале, 1:4. Возможно, этот «камбэк» отнял все силы, и Джимми уступил будущему победителю турнира — Крису Смоллу, 2:6.
Его единственным появлением в Крусибле был чемпионат мира 1996, когда Мики в первом раунде уступил Джеймсу Уоттане, 8:10.
В настоящее время Мики входит в список официальных тренеров в WPBSA.

## Личная жизнь
В 2002 Мики безуспешно предлагал награду в £ 1000 за украденный вместе с автомобилем кий.
Джимми дружит с Ронни О'Салливаном, которому на полуфинал чемпионата мира 2006 одолжил свой кий, поскольку собственный не устроил Ронни.
Мики участвует в благотворительных марафонах, сборы от которых идут на борьбу с раком, в «Фонд Пола Хантера».